# Desa Walahar (administrativ by i Indonesien, lat -6,71, long 108,37)
Desa Walahar är en administrativ by i Indonesien.   Den ligger i provinsen Jawa Barat, i den västra delen av landet, 180 km öster om huvudstaden Jakarta.